# 셰원넝
셰원넝(중국어: 谢文能, 2001년 2월 6일 ~ )는 중화인민공화국의 축구 선수로, 포지션은 오른쪽 윙어, 왼쪽 윙어, 오른쪽 측면 미드필더이다. 현재 산둥 타이산 소속이다.